# 1907 у науці
1907 року були різні наукові і технологічні події, деякі з них представлені нижче.

## Події
- Володимиром Михайловичем Бехтеревим заснований Санкт-Петербурзький науково-дослідний психоневрологічний інститут.

## Досягнення людства

### Винаходи
- 25 липня — професор Петербурзького технологічного інституту Борис Розінг подав перший в світі патент на електронне телебачення, його заявка (№ 18076) «Спосіб електричної передачі зображень на відстань» була схвалена 30 жовтня 1910 року[1] .

### Нові види тварин
- Тварини, описані 1907 року

## Нагороди
- Ломоносовська премія[2]:53-108
  - Е. В. Анічков за роботу «Весняна обрядова пісня на Заході і у слов'ян»[3].
- Нобелівська премія
  - Фізика — Альберт Абрагам Майкельсон «За створення точних оптичних інструментів і спектроскопічних і метрологічних досліджень, виконаних з їх допомогою» (досвід Майкельсона).
  - Хімія
  - Фізіологія і медицина

## Народилися
- 12 січня — Сергій Павлович Корольов (нар. 30 грудня 1906 за старим стилем), конструктор ракетно-космічних систем, академік, двічі Герой Соціалістичної Праці, основоположник практичної космонавтики.
- 23 січня — Хідекі Юкава, японський фізик-теоретик, перший японець, який отримав Нобелівську премію (1949).
- 18 червня — Петрянов-Соколов Ігор Васильович, фізико-хімік, академік РАН.

## Померли
- 2 лютого — Дмитро Іванович Менделєєв, російський хімік (нар. 1834).
- 13 липня — Генріх Карл Фрідріх Крейц, німецький астроном.
- 22 листопада — Асаф Холл (англ. Asaph Hall) — американський астроном.
- 23 грудня — П'єр Жуль Сезар Жансен, французький астроном.